# Savage Town
Savage Town — графический роман, изданный компанией Image Comics в 2017 году.

## Синопсис
Действие происходит в Лимерике. Главным героем является гангстер Джимми Сэвидж. Помимо лучшего друга и матери, которые желают его предать, преступнику приходится разбираться с местной полицией и конкурирующими бандами.

## Отзывы
На сайте-агрегаторе рецензий Comic Book Roundup роман имеет оценку 9 из 10 на основе 2 отзывов. Ши Хеннум из The A.V. Club поставил комиксу оценку «D» и «самым большим грехом» в нём назвал количество страниц. Мэтью Сибли из Newsarama дал роману 8 баллов из 10 и похвалил создателей за детализированный образ Лимерика. Крис Коплан из AIPT присвоил комиксу оценку 7 из 10 и одним из плюсов посчитал «интригующий взгляд на привлекательность гангстерского мира».